# Historia Roderici

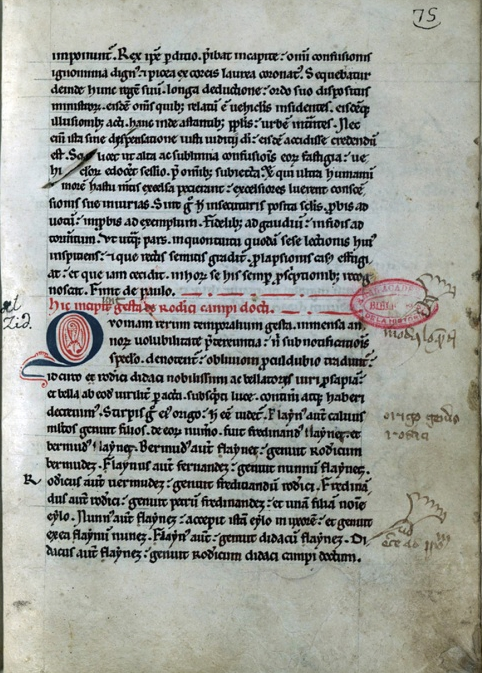
Historia Roderici, ms. 9/4922 de la Real Academia de la Historia, f. 75r.º

La Historia Roderici (o Gesta Roderici Campidocti) es una crónica biográfica de Rodrigo Díaz de Vivar escrita en latín en el siglo XII, probablemente entre 1188 y 1190, por un autor de la zona de La Rioja, presumiblemente najerense. En todo caso la obra es la biografía más antigua del Cid y constituye la base del conocimiento actual sobre su figura. Se considera la fuente principal de los hechos del noble castellano.
En cuanto a su papel en la historiografía española, es una de las obras culminantes del género de las crónicas en latín en la península ibérica, que en este siglo llega precisamente a sus más altas cotas, justo en el momento en el que las crónicas romances empiezan a dar sus primeros pasos en forma de escuetos anales.
Se cuestiona si la obra pudo haber sido fuente del Cantar de mio Cid, aunque ambas obras parecen haber tenido en cuenta tradiciones orales comunes, que en este periodo de la historia producían una transmisión y fijación en los relatos folclóricos mayor que en la actualidad. Junto a ello, las notables lagunas que presenta hace dudar la tesis de que su autor formó parte del contingente del Cid o fue un observador directo de los hechos que narra, como defienden los autores que postulan una datación contemporánea a Rodrigo Díaz.

## Autoría y datación
Desde Menéndez Pidal muchos investigadores (Falque Rey en su edición de 1990, Fletcher) han sostenido que la Historia Roderici fue compuesta por un testigo presencial de los hechos, quizá un acompañante del Cid, entre 1110 y 1125 y atribuyen la existencia de datos que solo son posibles en el último cuarto del siglo XII a las sucesivas adiciones que fue experimentando la obra.
Antonio Ubieto Arteta propuso una datación entre 1144 y 1147, que fue seguida por Jules Horrent (que la sitúa entre 1145 y 1160), por Colin Smith y Georges Martin.
Tras un estudio exhaustivo de las posibles fuentes cidianas del Carmen Campidoctoris, entre las que se encuentra la Historia Roderici, y un análisis de todas las propuestas anteriores de datación de esta última, Alberto Montaner Frutos llega a la conclusión de que las formas de tratamiento utilizadas, el uso cancilleresco del sello real pendiente, las cláusulas de donación de Alfonso a Rodrigo, la fijación de los cargos de portarius regis y alférez (frente al antiguo armiger regis) o la formalización de una variedad jurídica del riepto presente en su forma de «reto entre hidalgos» (al que responden los cuatro juramentos de Rodrigo emitidos después del desencuentro de Aledo con el rey Alfonso), solo son posibles en el último cuarto del siglo XII; finalmente, el utilizar la expresión cingulum militiae (ac)cingere para describir el hecho de ser investido caballero, situaría la composición de esta obra entre 1188 y 1190.
El autor debió estar relacionado con el monasterio de Santa María de Nájera, pero por su posible manejo de diplomas del archivo del Cid y las características de su estilo, con giros habituales en la lengua notarial como absolutio et concessio (datado en el reinado de Alfonso VIII), in paternalis iuris sorte —expresión cuyo primer paralelo aparece en 1190—, tam propinqui quam extranei o iure hereditario, no sería clérigo profeso, sino un letrado culto y con conocimientos jurídicos de los que se encargaban de redactar los documentos de la nobleza de la época, quizá relacionado con la cancillería de Sancho VI el Sabio.

## Estructura

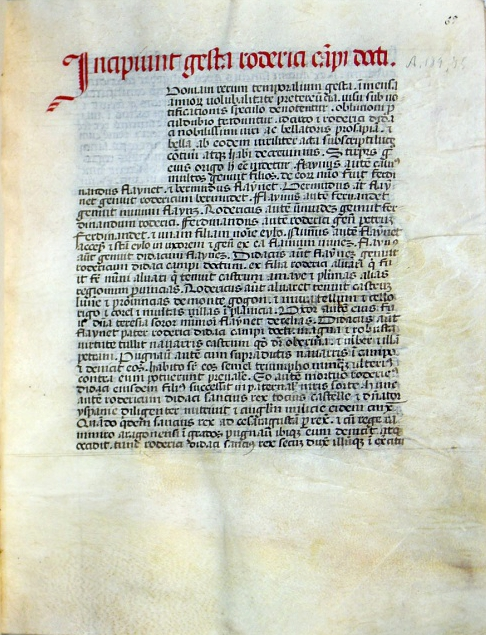
Íncipit de la Historia Roderici del códice S., manuscrito 9/450 de la Biblioteca de la Real Academia de la Historia, fol. 57rº. En tinta roja: Incipiunt Gesta Roderici Campi Docti 'Comienzan las gestas de Rodrigo el Campeador'.

Los capítulos 1 a 6 relatan sumariamente los primeros treinta años de la vida de Rodrigo hasta su boda con Jimena Díaz en 1074. En los capítulos 7 a 24 se cuentan con más pormenor las proezas de Ruy Díaz hasta su primer destierro y su servicio (1081-1086) al rey taifa de Zaragoza Al-Mutamán. Los tres capítulos siguientes relatan con brevedad los sucesos ocurridos entre 1086 y 1088: su regreso a Castilla y la reconciliación con su rey Alfonso VI. Los capítulos comprendidos entre el 28 y el 64 narran hazañas del segundo destierro del Cid desde 1089 hasta la conquista de Valencia (1094). A continuación el hilo de la crónica se interrumpe en una laguna que afecta a los años que van del 1095 al 1096. Por fin, los capítulos 65 a 75 refieren los acontecimientos sucedidos entre 1097 y 1099, año de la muerte del Campeador. La obra finaliza con un epílogo, los capítulos 76 y 77, que prolonga el relato hasta la caída de Valencia a manos de los almorávides en 1102.

## Estilo
El latín utilizado carece de alusiones eruditas clásicas (aspecto que sí se observa en un himno contemporáneo de la Historia Roderici, el Carmen Campidoctoris), incluso faltan las acostumbradas referencias clericales o bíblicas, y ofrece un relato casi homogéneo de la vida del Cid que se centra sobre todo en la etapa de madurez del personaje. El estilo es sencillo, destacando la sola figura literaria de la reiterada frase «Rodrigo se quedó de piedra».

## Manuscritos
- Manuscrito I. El manuscrito 9/4922 de la Real Academia de la Historia conserva la Historia Roderici o Gesta Roderici Campidocti en el folio 89r y siguientes, con el íncipit Hic incipit Gesta Roderici Campidocti. El códice data de c. 1233.

El manuscrito I de la Historia Roderici fue hallado por el padre Manuel Risco en 1785 en la Colegiata de San Isidoro de León. Se trata de un códice de hacia 1233 que es copia de un original de Nájera para el Monasterio de San Zoilo de Carrión de los Condes, donde estaba en 1239. Risco lo imprimió en un apéndice de La Castilla y el más famoso castellano. [...] Historia del célebre castellano Rodrigo Díaz, llamado vulgarmente el Cid Campeador (Madrid, Blas Román, 1792). Desde 1852 el códice se custodia en la Real Academia Española de la Historia con la signatura ms. 9/4922 (anteriormente A-189).
- Manuscrito S. Incipit gesta rodericii Campi docti. Códice en latín en vitela del siglo XV G-1, f. 69r a 86v. n.º 33363 del inventario del Fondo Salazar y Castro de la Real Academia de la Historia, cfr. pág. 5472. Se conserva en la Real Academia de la Historia con la signatura ms. 9/450 (anteriormente G-1).

Existe otro códice, conocido como M, pero es una mera copia del siglo XVIII del texto del manuscrito I.

## Ediciones
- Manuel Risco, «Historia Roderici Didaci Campidocti ante hac inedita, et novissime in antiquo codice Bibliotecae Regii Conventus San Isidori Legionensis reperta», primera edición tras el hallazgo en la Biblioteca Real de San Isidoro de León; publicada en la sección «Apéndices», págs. XVI-LX de La Castilla y el más famoso castellano. Discurso sobre el sitio, nombre, extensión y condado de la antigua Castilla. Historia del célebre castellano Rodrigo Díaz, llamado vulgarmente el Cid Campeador, Madrid, Blas Román, 1792. XX-310-LXVI págs. Hay ed. facsímil de la ob. cit. pub. en La Coruña, Órbigo, 2006. ISBN 978-84-96541-50-4.
- Manuel Malo de Molina, Rodrigo, el Campeador, Madrid, 1857, págs. 74-110. Ed. modernas: Moraleja de Enmedio Arcos Ediciones, 2001 ISBN 978-84-95735-02-7 y Valencia, Librerías París, 2001 ISBN 978-84-8339-208-9.
- Antonio Cavanilles, Historia de España, vol. 2, Madrid, Martín Alegría, 1861, apénd. 2, págs. 345-392. Reprocuce la ed. de Risco (1792). OCLC 162555782
- R. Foulché-Delbosc, «Gesta Roderici Campidocti», Revue Hispanique XXI (1909), págs. 412-459. OCLC 45242551
- Adolfo Bonilla y San Martín, «Gestas de Rodrigo el Campeador» (Gesta Roderici campidocti), Boletín de la Real Academia de la Historia, 59 (1911). OCLC 18678095
- Ramón Menéndez Pidal, La España del Cid, Madrid, Espasa-Calpe, 19697, págs. 906-971. OCLC 28236530
- Emma Falque Rey, «Traducción de la Historia Roderici», Boletín de la Institución Fernán González, año LXII, n.º 201, 1983, págs. 339–375. Documento en pdf Traducción al español.
- Emma Falque Rey, Juan Gil y Antonio Maya, «Historia Roderici vel gesta Roderici Campidocti», en Chronica Hispana saeculi XII. Pars I, Turnhout, Brepols, 1990 (Corpus Christianorum, Continuatio Medievalis, LXXI). OCLC 54060154
- José Manuel Ruiz Asencio, Irene Ruiz Albi (edición, traducción y estudio) y Gonzalo Martínez (estudio preliminar), Historia latina de Rodrigo Díaz de Vivar, Burgos, Ayuntamiento; Caja de Burgos, 1999. OCLC 49407664